# Rattus pelurus
Rattus pelurus es una especie de roedor de la familia Muridae.

## Distribución geográfica
Es endémica de la isla de Peleng (Indonesia).